# Rudolf Veith

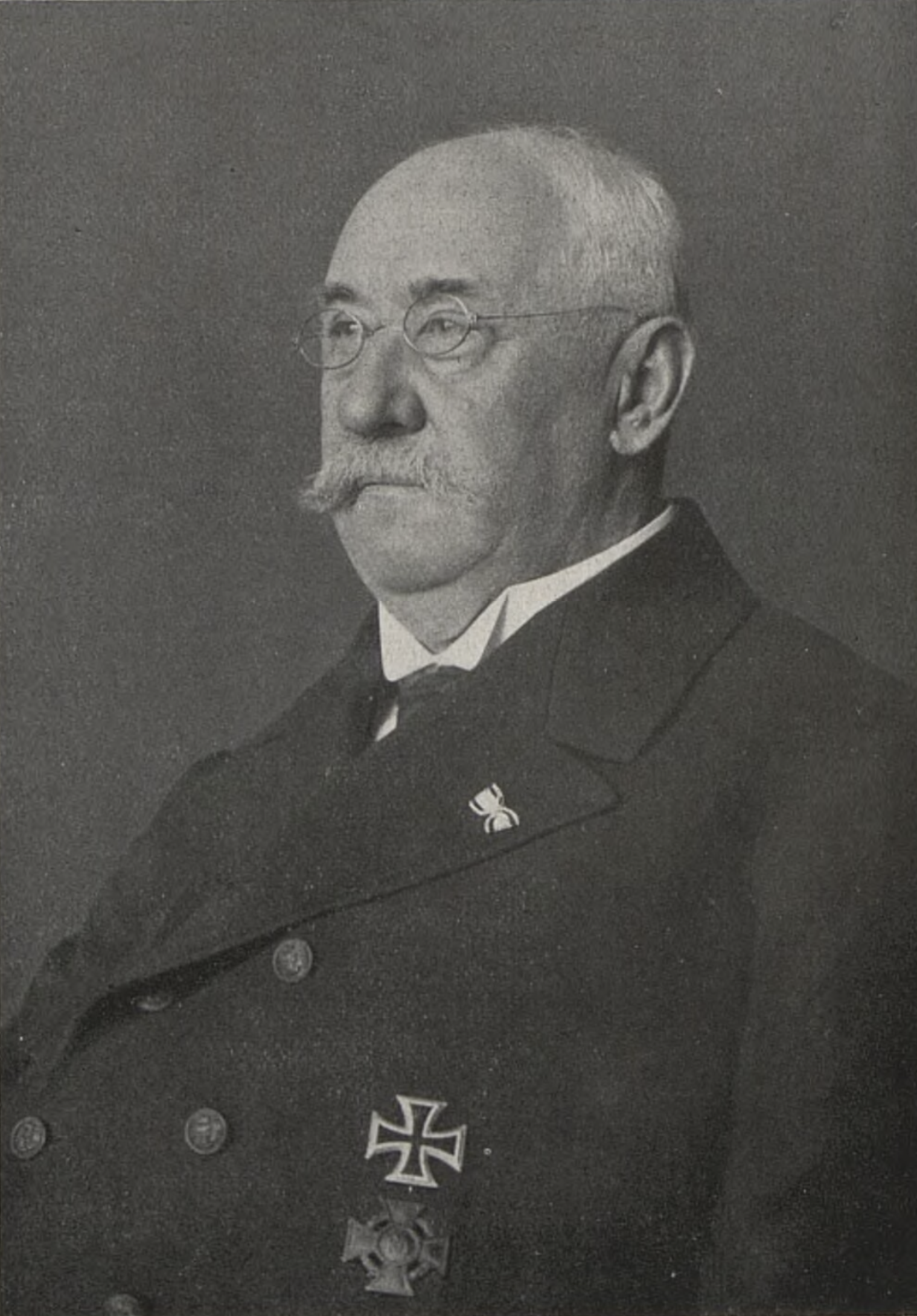
Veith ca. 1916

Rudolf Veith (* 1. Juni 1846 in Bobischau, Kreis Habelschwerdt in Schlesien; † 13. März 1917 in Berlin) war ein deutscher Schiffsmaschinenbauingenieur und Marine-Baubeamter.

## Leben
Veith legte 1865 das Abitur am Matthias-Gymnasium in Breslau ab. Nach praktischen Erfahrungen als Maschinenbau- und Hütten-Eleve besuchte er einige Gewerbeschulen. Seine militärische Dienstpflicht absolvierte er als Einjährig-Freiwilliger im Kriegsjahr 1870/71 bei der Marine und sammelte wertvolle Erfahrungen im praktischen Schiffsmaschinenbetrieb. Er studierte von 1871 bis 1874 an der von Franz Reuleaux geleiteten Königlichen Gewerbeakademie Berlin (Vorläuferin der Technischen Universität Berlin), dabei vertiefte er sich besonders in den Fächern Schiffsmaschinen, Hilfsmaschinen und Kessel, die erst ab 1874 von Schwarz-Flemming gelesen wurden.
1874 legte er die Diplom-Hauptprüfung ab und arbeitete danach als Ingenieur in einer Maschinenfabrik zum Bau von Schiffsmaschinen. Danach wechselte er in den Dienst der Kaiserlichen Marine, arbeitete auf den Marinewerften Wilhelmshaven, Danzig und Kiel. Zwischendurch führte ihn eine Tätigkeit als Bauaufsicht auf die Schichau-Werft in Elbing. 1895 wurde er ins Reichsmarineamt berufen, mehrfach befördert und 1899 trat Veith die leitende Stelle für die technische Entwicklung der deutschen Torpedoboote an. Eine wichtige Entscheidung war die Einführung der Wasserrohrkessel statt der bisher vorwiegend eingesetzten schwereren Rauchrohrkessel. Er entschied sich für die engrohrigen verbesserten Marine-Wasserrohrkessel. Auch bei der Entwicklung der Antriebsmaschinen erkannte Veith schnell die Vorteile der Dampfturbinen für den Antrieb von Kriegsschiffen und setzte sie statt der Kolbendampfmaschinen zunächst für die deutschen Torpedoboote ein. Hierdurch war es ihm gelungen, die in Deutschland gebauten Torpedoboote auf hohe Leistungen und Geschwindigkeiten zu bringen, wodurch sie im internationalen Vergleich eine Spitzenstellung einnahmen.
1906 wurde er als Vorstand der Abteilung für Maschinenbauangelegenheiten (K II) des Konstruktionsdepartements im Reichsmarineamt nach Berlin berufen, wo er bei seinem Tod den Rang eines Wirklichen Geheimen Oberbaurats innehatte. Jetzt konnte er die Erfahrungen mit den Torpedobooten auch auf kleine und große Kreuzer und Linienschiffe übertragen. Veith führte die Ölfeuerung ein und forcierte die Entwicklung leistungsfähiger Rädergetriebe, um die Vorteile der schnell drehenden Turbinen mit den langsam drehenden Propellern nachhaltig zu nutzen. Früh erkannte er das Potential der Ölmaschinen, wie die Dieselmotoren seinerzeit bezeichnet wurden, und wurde zum Schrittmacher des Einsatzes von Dieselmotoren für die Kaiserliche Marine. Er förderte besonders die Entwicklung von leichten schnell drehenden Dieselmotoren für den Einsatz in den neuartigen U-Booten, Luftschiffen aber auch als Dynamos zur Stromversorgung der Schiffe. Die deutsche Schiffbau- und Motorenindustrie hat Veith vieles zu verdanken, denn seine Weitsicht und das Vertrauen in die Leistungsfähigkeit der Ingenieure wurden belohnt. Seine extrem anspruchsvollen Forderungen wurden erfüllt und hat die Marine und deutschen Unternehmen auf diesen Gebieten in führende Positionen gebracht.

## Verdienste und Ehrungen
Veith beteiligte sich 1899 an der Gründung der Schiffbautechnischen Gesellschaft (STG). Die Technische Hochschule Darmstadt verlieh ihm 1910 die Ehrendoktorwürde (als Dr.-Ing. E. h.), der Verein Deutscher Ingenieure (VDI) ernannte ihn auf seiner Hauptversammlung 1910 in Danzig zum Ehrenmitglied und verlieh ihm 1915 die Grashof-Denkmünze. Der Bezirksverein Schleswig-Holstein des VDI ernannte Veith ebenfalls zu seinem Ehrenmitglied. Die STG verlieh ihm 1915 die goldene Denkmünze.
Zum 70. Geburtstag erhielt er in Anbetracht seiner Verdienste von Unternehmen des deutschen Schiffbaus und Schiffsmaschinenbaus insgesamt 300.000 Mark, die er in 5 % Reichsanleihen anlegte und mit Genehmigung des Reichs-Marineamts zu einer „Veith-Stiftung“ bestimmte. Er übergab sie der STG zur Verwaltung, um bedürftigen Studierenden des Schiffbaus und des Schiffsmaschinenbaus jährliche Unterstützungen zu zahlen. Diese Stiftung wurde 1917 eingerichtet, besteht heute als Veith-Berghoff-Stiftung und unterstützt nach wie vor Studenten der Schiffstechnik.